# Alena minuta
Alena minuta là một loài côn trùng trong họ Raphidiidae thuộc bộ Raphidioptera. Loài này được Banks miêu tả năm 1903.